# 泰禮·瓊斯
泰禮·瓊斯（英語：Terry Jones，1951年10月—）美國基督新教神學家，佛羅里達州非教派基督教團體靈鴿世界服務中心的牧師。他同時也是政治團體「現在站起美利堅」（Stand Up America Now）主席。泰禮·瓊斯因於2010年计划在911事件九周年纪念日焚烧伊斯兰教聖典古蘭經而引起国内和国际廣汎关注。他因此事声名鹊起，之後被包含南方贫困法律中心在内的社會組織认定是美國反伊斯蘭主義的領導人之一。

## 生平
琼斯是密苏里州开普吉拉多人，1969年毕业于开普吉拉多中央高中，后在东南密苏里州立大学進修两年。琼斯没有获得神学方面的学术学位，但在1983年获得了未经认证的加州神学研究生院荣誉学位。该院校因其在2010年焚烧《古兰经》，宣佈与他断绝关系。

### 傳道生涯

#### 早期生涯與在德國宣教
琼斯在20世纪70年代末曾担任酒店经理助理，随后成为肯塔基州马拉纳塔校园事工基督教會的助理牧师，並与第一任妻子前往德国科隆从事宣教工作。并于1981年创立并领导了科隆基督教协会（Christliche Gemeinde Köln），經多年的發展該社區教会的成员已多達一千多名。該教會最初是马拉纳塔校园事工基督教會的分支，也是佛罗里达州盖恩斯维尔靈鴿世界服務中心姐妹教会。1997年9月18日，琼斯參加了在华盛顿特区举行的第105届美國国会欧洲安全与合作委员会听证会，并在會議上就欧洲基督教徒曾受宗教迫害的歷史问题发言。2008年据德国福音联盟报道，琼斯因其不稱職的神学言论而被解除科隆基督教會的领导职务。科隆的一位教会领袖曾如此評論琼斯道「…没有確實地宣講圣经的普世价值观和基督福音，他总是把自己作为一切的中心」。也有教会成员評價道“…琼斯像教派领袖一样管理著科隆教会，總是对教會成员施加心理压力，好像使得所有活动都須得服从他的意志。”在瓊斯離開后，科隆基督协会解散，但该教会隨後在新的領導下重組。

#### 重回美國
回到美國的琼斯通过与马拉纳萨校区部的共同合作，领导位於佛罗里达州盖恩斯维尔基督教團體靈鴿世界服務中心，并在此後一直在該處宣教。2010年10月，琼斯成立政治性社會组织“現在站起美利堅”。2011年10月27日，没有任何政党背景的琼斯宣布以独立候选人身份竞选美国总统。他的政纲承諾會驱逐所有的非法移民，並撤出驻外美军，减少官僚主义和企业税。2013年3月，琼斯宣布靈鴿世界服務中心及其政党“現在站起美利堅”计划將離開盖恩斯维尔，並搬到佛罗里达州的坦帕市。2013年8月，有媒體如《布兰登顿先驱报》报道稱瓊斯牧师已在布兰登顿附近購置房产，并计划将其事工搬到那里。隨後证实琼斯读取也搬到了佛罗里达州的布兰登顿，並与他在世界靈鴿中心大多数教友不再往來，但仍挽留了他的副牧师兼助理的維尼·薩普。2015年，琼斯在布兰登顿的一家百货商场开了一家名爲“薯人”食品小店，主要販售水牛城鸡翅，并在此處宣道。然而經過一段時間后，因商场经理担心潜在的麻烦（比如反教會爭端等）爲由，要求他不要再进入商场。於是他将自己的照片从场地中移除，也将他的名字从租约中删除，不过他仍然是該商店事實上的所有者。此外他还与其兄弟共同持有并管理一家名爲TSC的運輸公司。

### 私人生活
他的第一任妻子丽莎·琼斯于1996年去世。隨後与西尔维娅·琼斯结婚，与她一起经营TS公司。他與麗莎的女儿艾玛關係不好，因他的信仰和做法一直與父親保持著距離。

## 反伊斯蘭舉動及爭議

### “伊斯蘭即魔鬼也”
琼斯撰写了一本名为《伊斯蘭即魔鬼也》的反伊斯蘭宗教書籍。2009年7月，靈鴿世界服務中心在草坪上张贴标语，并用红字上書“伊斯蘭即魔鬼也”，此舉引起了部分社区的反对和媒体的关注。2009年8月，有该教会的学生因背面印有“伊斯蘭即魔鬼也”標語字样的T恤衫到社区学校上课，該名學生因此被早退。

### 試圖焚燒古蘭經
琼斯认为伊斯兰教提倡暴力且穆斯林試圖在美国实行伊斯兰教法，這個思想的传播在他宣布计划焚烧《古兰经》副本后广为人知。烧毁古兰经的计划于2010年7月12日在推特上首次宣布，并在Facebook和YouTube上在内的媒體傳播平臺宣传。此事促成媒体的广泛报道，並引起了国内和国际上的廣汎讨论、反对、支持和抗议活动。時任美国国务卿希拉里·克林頓在接受媒體采訪時林顿評論道：「…遺憾的是，這位佛罗里达州盖恩斯维尔的牧師拥有一个不超过50人的教堂，但却能做出这种令人愤慨、令人痛心、甚至令人不齿的计划…甚至得到，你知道的，全世界的关注」。
驻阿富汗国际安全援助部队指挥官戴维·彼得雷乌斯将军说：「這樣的行爲同塔利班無異，並可能会造成重大的问题。因爲不仅仅是在这里，在世界任何地方，我们都在与伊斯兰社会接触。」對此，瓊斯牧师对彼得雷乌斯的声明回应说：「我们能理解将军的担忧。我们确信，他的关切與關心是合理的；但尽管如此，我们也必须向伊斯兰的激进分子发出明确的信息。我们将不再受他们的恐惧和威胁的控制和支配。」
2010年9月9日，於美国广播公司《早安美国》节目中，向時任美國總統巴拉克·奥巴马被问及焚烧古兰经的争议。他说：「…我認爲這可能導致在巴基斯坦或阿富汗这样的地方可能会发生严重的暴力事件。並会增加愿意在美国城市或欧洲城市實施自爆的个人。」他说：“我只是想让他明白，他说要搞的这个噱头，可能会极大地危及我们在伊拉克、阿富汗的年轻的男女军人。且我们已经看到了（穆斯林）针对美国人的抗议，但這仅仅是他們发出的威胁和警告。」「我只是希望他能明白，他所提出的做法完全违背了我们作为美国人的价值观，这个国家是建立在宗教自由和宗教宽容的观念上的。”奥巴马说。“他说他是一个出于信仰的人……我倒希望他能听从那些天使的意见，明白他从事的是一种破坏性行为。”当被问及是否可以阻止这一事件时，奥巴马回答说：“按我的理解是，他这样的行爲或許只能被可以被引证为公然焚烧……但这就是我们这个國家法律的可行范围。”
隨後，時任美国国防部长罗伯特·盖茨也致電琼斯，希望他不要焚燒古兰经。9月9日晚些时候，琼斯宣布将取消焚燒活动，并计划飞往纽约与Park51清真寺的伊玛目费萨尔·阿卜杜勒·拉乌夫会面。琼斯称，佛罗里达州伊斯兰协会主席穆罕默德·穆斯里伊玛目安排了这次会面，并向他承诺以搬迁帕克51清真寺作为活动取消的交换条件。然而两位伊玛目都否认了这一说法。

### 再次焚燒古蘭經
2011年3月21日，琼斯和一些支持者举行了一次模拟审判《古兰经》的活动，并点燃一本《古兰经》作为对其“反人类罪的惩罚”。琼斯在这场活动得到埃及前穆斯林艾哈迈德·阿巴扎和得克萨斯州的一名伊玛目穆罕默德·哈桑的协助和背书。对这一事件的反应导致了阿富汗的骚乱和人員傷亡。
2012年4月28日，琼斯再次焚烧一本《古兰经》以抗议一名伊朗裔美国牧师赛义德·阿贝迪尼 被伊朗当局监禁。
2013年9月11日，琼斯的等人意图再次焚烧古兰经，但之后因被逮捕而失败，但琼斯和萨普在2014年9月11日仍举行抗议活动，他們在活动中焚烧了ISIS旗帜和数百本古兰经副本。

### 密歇根州迪尔伯恩集會
4月29日，琼斯在被指定为言论自由区的迪尔伯恩市政厅前领导反伊斯兰集会，防暴警察被呼喚以控制反抗议者的示威。琼斯带头在市政厅举行集会，然后计划于2011年6月18日在一年一度的阿拉伯节上发表演讲，但他在去的路上即被抗议者阻拦，其中6人被捕。對此警方表示，因他们當時没有實在足够的警力能夠在現場维持安全。2012年4月7日，琼斯在迪尔伯恩的美国伊斯兰中心前领导了一次抗议活动，就伊斯兰教和言论自由发表讲话。隨後該清真寺被封锁。30辆警车在那里封锁交通，以防止反抗议示威。
琼斯于2012年10月再次回到迪尔伯恩，并领导了在埃塞尔·福特高中外的小规模示威，以抗议“學校内穆斯林霸凌非穆斯林”的行为。隨後學校官員否認存在對非穆斯林的歧視和霸凌行爲。

### 懸挂與焚毀美國總統肖像
2012年，琼斯在世界靈鴿中心前院悬挂時任美國總統巴拉克·奥巴马的肖像（此前已懸挂了一副克林頓的肖像）用以讽刺。2013年1月，這兩幅總統肖像一起被燒毀。

### 參與“穆斯林無罪”影片宣傳
2012年9月，据媒體《大西洋》报道，特里·琼斯参与了電影《穆斯林无罪》的宣传工作，該電影被認爲醜化穆斯林。電影的宣傳間接导致埃及、也门、突尼斯和利比亚等国的抗议活动。在开罗，抗议者冲破美国大使馆的围墙，並焚烧美國国旗以示抗議。其中美国驻利比亚班加西领事馆被烧毁和抢劫，并导致美国大使死亡同時造成J.克里斯托弗·史蒂文斯在内的三名美国公民死亡。2012年9月11日，琼斯为他的追随者放映了这部电影，他將这一天稱爲“国际審判穆罕默德日”。

### 《先知無罪》
2012年12月，比利时政府在另一部瓊斯宣傳的反伊斯兰电影《先知無罪》上映前提高危險警报。

## 相關法律問題

### 聯合王國
2011年2月，琼斯应邀参加英国国防联盟在卢顿举行的集会，在這次集會上他表达了對伊斯兰极端主义的看法。英国反法西斯主義同盟对此表示抗议并举行反对琼斯的示威；另更有反极端主义组织“希望不恨”向時任英國内政大臣请愿，要求英国禁止琼斯入境。

### 盖恩斯维尔
2012年4月28日焚烧古兰经事件发生后，琼斯因违反消防安全规定被盖恩斯维尔消防救援队罚款271美元（如先前奧巴馬所言）。

### 迪尔伯恩
琼斯计划于2011年4月在美国伊斯兰中心外举行抗议活动。但在他要参加抗议活动的当天，地方当局在法庭上就对他进行询问并以“破壞和平”爲由将其起訴。法庭要求琼斯交纳4.5万美元的“和平保证金”以支付極端分子在集會上攻击瓊斯的“事前費用”，要么接受审判，而琼斯对这一要求提出异议。經陪审团于4月22日投票表決要求他交纳1美元的象徵性「和平保证金」，但琼斯和他的合作牧师韦恩·萨普仍然拒绝交纳。於是他们被短暂地收押，此期間他們稱這侵犯了第一修正案賦予美國公民的权利。当天晚上，琼斯被法院判决無罪释放。美国公民自由联盟（ACLU）曾提交了一份支持琼斯抗议计划的非当事人意见陈述书。
2011年11月11日，韦恩县巡回法院法官罗伯特·齐奥尔科夫斯基撤销了对琼斯和韦恩·萨普的「破坏和平」裁决，理由是裁判程序違反程序正義。

### 加拿大
2012年10月11日，琼斯原计划在加拿大参加一场关于言论自由的辩论会，但因之前在密歇根州迪尔伯恩的违法行为及20年前德国政府曾因他使用冒名使用「博士」头衔而对其进行過罚款，而被加拿大政府拒绝入境。然而早在2011年11月，琼斯在迪尔伯恩的违法指控就因被质疑而被推翻，且琼斯被证实确实拥有荣誉博士学位，但加拿大政府在没有案件文件的情况下仍拒绝其入境，实际上是禁止他參加該活动。

### 佛罗里达州波克县
2013年4月，琼斯再次宣布计划于2013年9月11日举行焚烧古兰经的活动。在伊朗、巴基斯坦以及维也纳的一次宗教会议上，都有人呼吁美国政府阻止这一活动。2013年9月9日，美国中央司令部司令劳埃德·奥斯汀陆军将军给琼斯致电，要求他取消活动，然而琼斯婉拒。2013年9月11日，琼斯在佛罗里达州波尔克县的一个公园里焚烧2,998本浸泡在煤油中的可兰经之前，警方将其逮捕。他被指控为非法输送燃料和公开携带枪支。2014年10月，巡回法院法官罗杰·阿尔科特（Roger Alcott）驳回了对琼斯和韦恩·萨普提出的非法输送燃料的指控，他於判決書中写道：“为了法律分析的目的，烤架中的书籍的性质其實并不重要…如果烤架中的材料是书籍、橡木或烧烤煤球，那就更不重要了。因爲物质的事实或含義根本无法证明违反了佛罗里达州的法规。”2015年6月，第二地区上诉法院维持了这一驳回决定。

### 丹麥
2017年5月，时任丹麦移民、融合和住房部长Inger Støjberg發佈公告，他被禁止入境丹麦。

## 死亡威胁
自2009年7月以来，琼斯和他的教会收到了数百次电话和邮件的死亡威胁，而一些威胁甚至被公布在海外网站上。
2011年3月，巴基斯坦伊斯兰激进组织“Jama'at-ud-Da'wah”发布了220万美元的悬赏令，并发出法特瓦，要取琼斯的項上人頭。
在2012年焚烧古兰经的抗议活动后，一名伊朗神职人员呼吁处决琼斯。
2012年11月，埃及法院在瓊斯缺席的情況下判决琼斯有罪，并以与《無罪穆斯林》电影有关的指控判处他死刑，同时判处7名埃及科普特基督徒死刑。
阿拉伯半岛基地组织在2013年3月第十期《启发》杂志的「通缉令」海报上刊登了琼斯的名字，截至2015年，这份名单上的11人中有3人成为恐怖袭击的目标。